# Navarramiro
Navarramiro fue una localidad española del municipio de Monteagudo de las Salinas, perteneciente a la provincia de Cuenca, en la comunidad autónoma de Castilla-La Mancha.

## Geografía
En el siglo XIX se menciona cómo del término «mucha parte se halla poblado de pino, chaparros, enebro, romero y otros arbustos».

## Historia
A mediados del siglo XIX, la villa, ya por entonces dependiente del Ayuntamiento de Monteagudo de las Salinas, tenía contabilizada una población de 24 habitantes. Aparece descrita en el decimosegundo volumen del Diccionario geográfico-estadístico-histórico de España y sus posesiones de Ultramar de Pascual Madoz de la siguiente manera:

NAVARRAMIRO: v. con alc. p. dependiente del ayunt. de Monteagudo (2 leg.), en la prov., dióc. y part. jud. de Cuenca (5), aud. terr. de Albacete (15), y c. g. de Castilla la Nueva (Madrid 27): sit. en un pequeño valle sobre una altura, y próximo á la nueva carretera que dirije á Valencia: su clima es frio, sano, y combatido por el viento de N. Consta de 6 casas de pobre construccion; una igl. parr. bajo la advocacion de la Purísima Concepción aneja de Olmeda del Rey; para surtido de aguas hay un pozo al pie de la altura en que se halla el pueblo. El térm. confina por N. con Llecos de Cuenca; E. Fuentes; S. Monteagudo, y O. Dehesa de Alcolea: su terreno es poco productivo y de secano; mucha parte se halla poblado de pino, chaparros, enebro, romero y otros arbustos: los caminos son locales, y la carretera de Cuenca á Valencia pasa por la pobl.: la correspondencia se recibe de la cap. prod.: trigo tranquillon en su mayor parte, centeno, cebada, avena , escaña y algunas legumbres; se cria ganado lanar y vacuno, pero en corta cantidad, y caza de liebres, perdices y conejos. ind.: la agrícola y ganadería. comercio: la venta de los escasos prod. de aquellas, y la importacion de aceite, arroz y otros art. de consumo ordinario. pobl.: 6 vec. 24 alm. cap. prod. 70,620 rs. imp.: 3,531. El presupuesto municipal, asi como sus contribuciones, lo paga en union con su ayuntamiento.
(Madoz, 1849, p. 130)

Hoy día el lugar forma parte de una finca particular.